# 西村貞陽
西村 貞陽（にしむら さだあき、1846年1月3日（弘化2年12月6日）- 1886年（明治19年）9月6日）は、幕末の佐賀藩士、明治期の開拓使官僚・政治家。元老院議官。旧名・新助。

## 経歴
肥前国佐賀郡で、農業・西村勇蔵の息子として生まれる。
明治2年8月8日（1869年9月13日）開拓使に出仕し開拓少主典となる。同年8月24日（9月29日）権大主典に昇進。同月、開拓御用米一万石の盛岡藩から函館港への輸送に関して、諸手配と盛岡から諸職人を引率のため函館に出張し、同年10月函館詰・金穀掛を命ぜられる。同年12月20日（1870年1月21日）大主典に昇進。明治3年10月17日（1870年11月10日）開拓権監事となり、同年閏10月20日（12月12日）札幌詰を命ぜられ、札幌本府建設の方針を示した。以後、開拓監事、開拓権判官、開拓少判官を歴任。明治4年（1871年）から明治5年（1872年）にかけて岩村通俊判官と本府建設に従事。1873年より黒田清隆次官（のち長官）を補佐し、開拓中判官、開拓大書記官を歴任。この間、1875年3月から10月にかけて清国に商況視察などで出張した。1881年11月8日、依願免となる。
1883年2月23日、元老院議官に就任。1886年9月、病のため在任中に死去した。墓所は麻布の賢崇寺。

## 栄典
- 1886年（明治19年）9月6日 - 正四位[4]